# Xbox Live
Az Xbox Live egy online többjátékos szolgáltatás, melyet 2002. november 15-én indított a Microsoft. 2005 novemberében megjelent Xbox 360-ra, 2013-ban pedig továbbfejlesztve Xbox One konzolra. 2007-ben meghosszabbodott a támogatása Windows rendszeren Games for Windows néven. 2021.  Márciusától a Microsoft "Xbox Network"-re nevezte a szolgáltatást. 2023 Szeptember 14-étől az új Xbox Game Pass Core az Xbox Live Gold-ot váltja fel, és ugyanazokat a szolgáltatásokat nyújtja mint az Xbox Live Gold, ezzel a megszűnésével a Live Gold-nak az Xbox 360-on is.

## Információk
Fejlesztő: Microsoft
Indítás ideje: 2002. november 15
Platformok: Xbox (2010. április 15-én megszűnt), Xbox 360, Xbox One, Android, iOS, Windows XP, 7 (Games for Windows), Windows 8, 8.1, 10 (Windows Store/Xbox alkalmazás)